# Fucheng, Hengshui
Fucheng, även romaniserat Fowcheng, är ett härad som lyder under Hengshuis stad på prefekturnivå i Hebei-provinsen i norra Kina.